# Очеретянка середземноморська
Очеретянка середземноморська (Cettia cetti) — невеликий горобцеподібний птах. Цей птах названий на честь італійського зоолога Франческо Четті (італ. Francesco Cetti, (1726-1778)).

## Середовище проживання
Населяє різнотипні водойми і болота. Мешкає у південній та центральній Європі, північному заході Африки та в Малій Азії і прилеглих областях. 

### Статус в Україні
Рідкісний залітний птах, зареєстрований в Полтавській області, а також на межі Харківської і Донецької областей. 

## Морфологічні ознаки

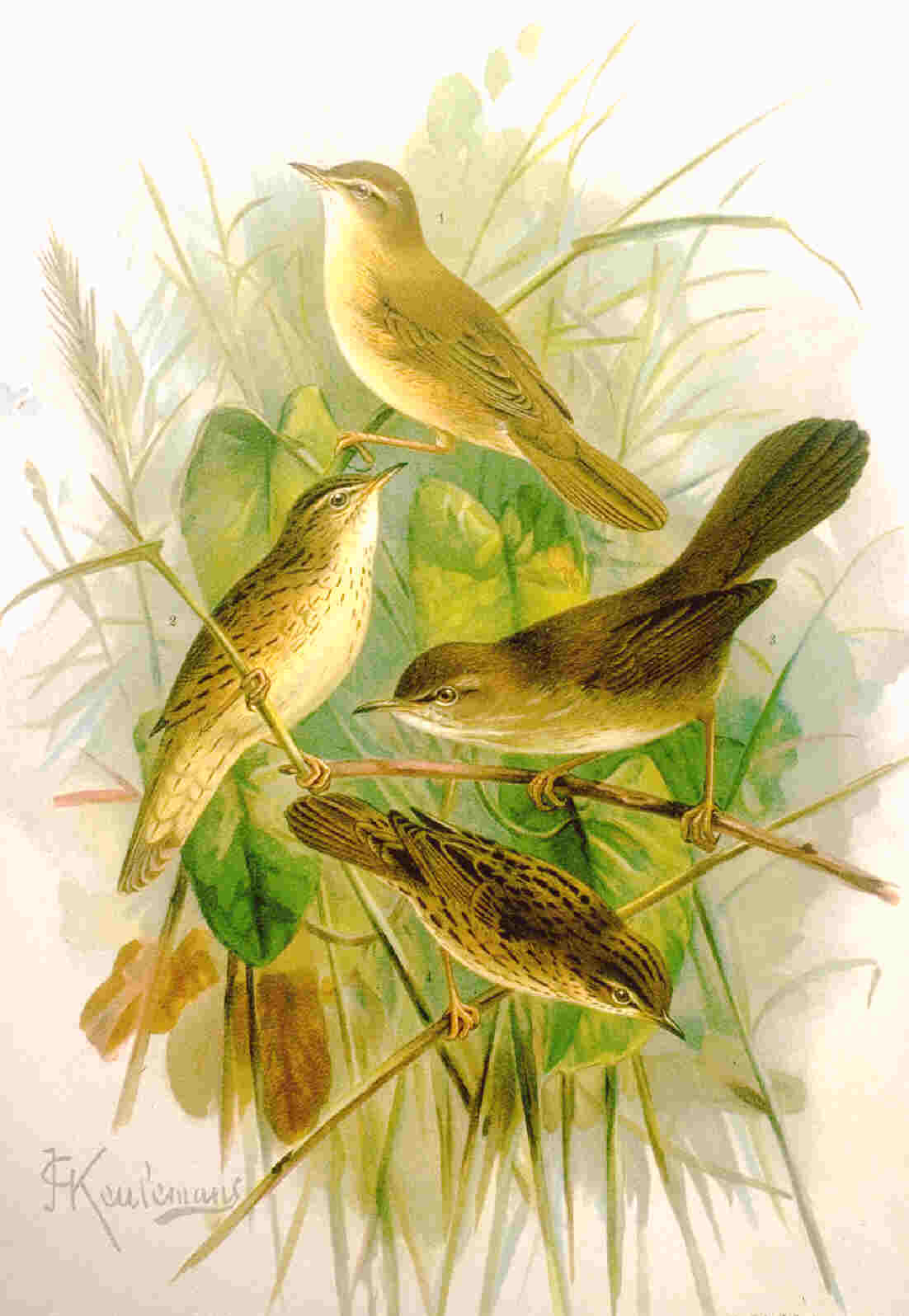

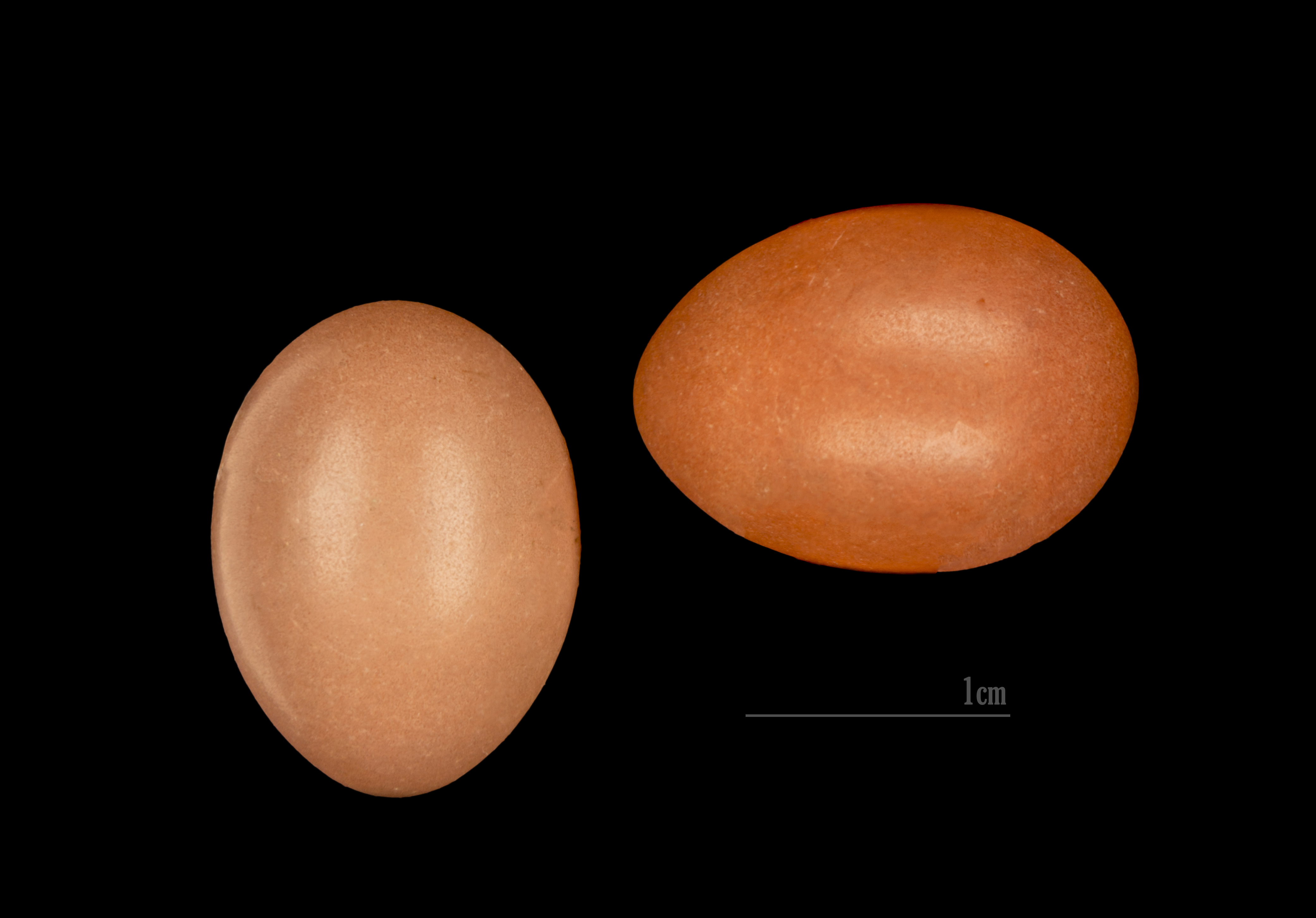
Cettia cetti

Маса тіла: 12 - 18 гр, довжина тіла: близько 14 см. 
Оперення верху рудувато-буре; щоки сіруваті; низ бруднувато-білий; махові і стернові пера рудувато-бурі; дзьоб темно-бурий, біля основи світліший; ноги бурі.
Від більшості очеретянок відрізняється сірим кольором щік і рудуватішим верхом, а від тонкодзьобої очеретянки - однотонним забарвленням верху.

## Поведінка
Тримається головним чином в густих заростях очерету і в чагарниках; коли сидить, часто тримає хвіст піднятим вгору. Це потайливий вид. Пісня - коротке дзвінке щебетання; поклик - різке "піч" або "плін".